# Jorge Tupou I de Tonga
Jorge Tupou I (4 de diciembre de 1797 - 18 de febrero de 1893) fue el primer rey de Tonga. Gobernó desde 1845 hasta 1893. Su época vio muchos cambios en la política de Tonga.

## Biografía
Recibió el nombre de Taufa'ahau, después de ser salvado de una grave enfermedad por la deidad Taufaʻitahi, de ʻAhau.
Conocido inicialmente como Tāufaʻāhau I.
Fundó la ciudad de Nukuʻalofa, capital del país, en 1845. 
También estableció la Iglesia Libre de Tonga, haciéndola la religión estatal.
Una de las leyes que ideó fue que la tierra en Tonga se podría dar solamente a tonganos y no venderla a los extranjeros, como sigue siendo hasta ahora.
Falleció después de nadar en el mar frente a su palacio, esfuerzo que resultó demasiado para su avanzada edad (96 años). Lo enterraron en el cementerio real de Malaʻekula. Murió tan mayor, que sus hijos habían fallecido antes que él.
El 19 de septiembre de 1817 tuvo lugar su boda bajo el rito pagano con Sālote Lupepau'u. Mientras que el rito cristiano se celebró dos días después, el 21 de septiembre.

## Distinciones honoríficas

### Distinciones honoríficas tonganas
- Soberano Gran Maestre de la Real Orden del Rey George Tupou I.[2]

## Galería de Imágenes

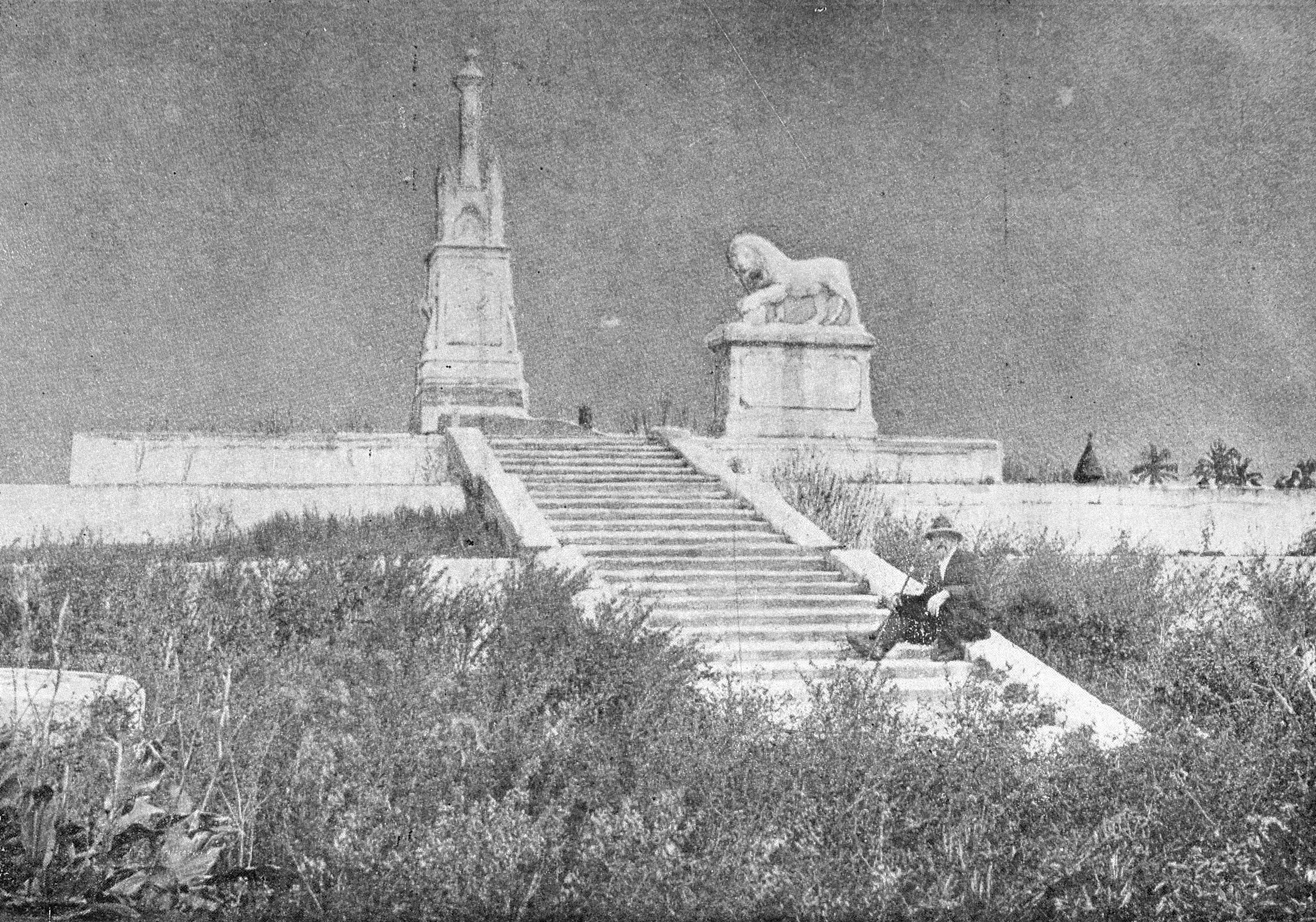
Tumba donde yace su cuerpo
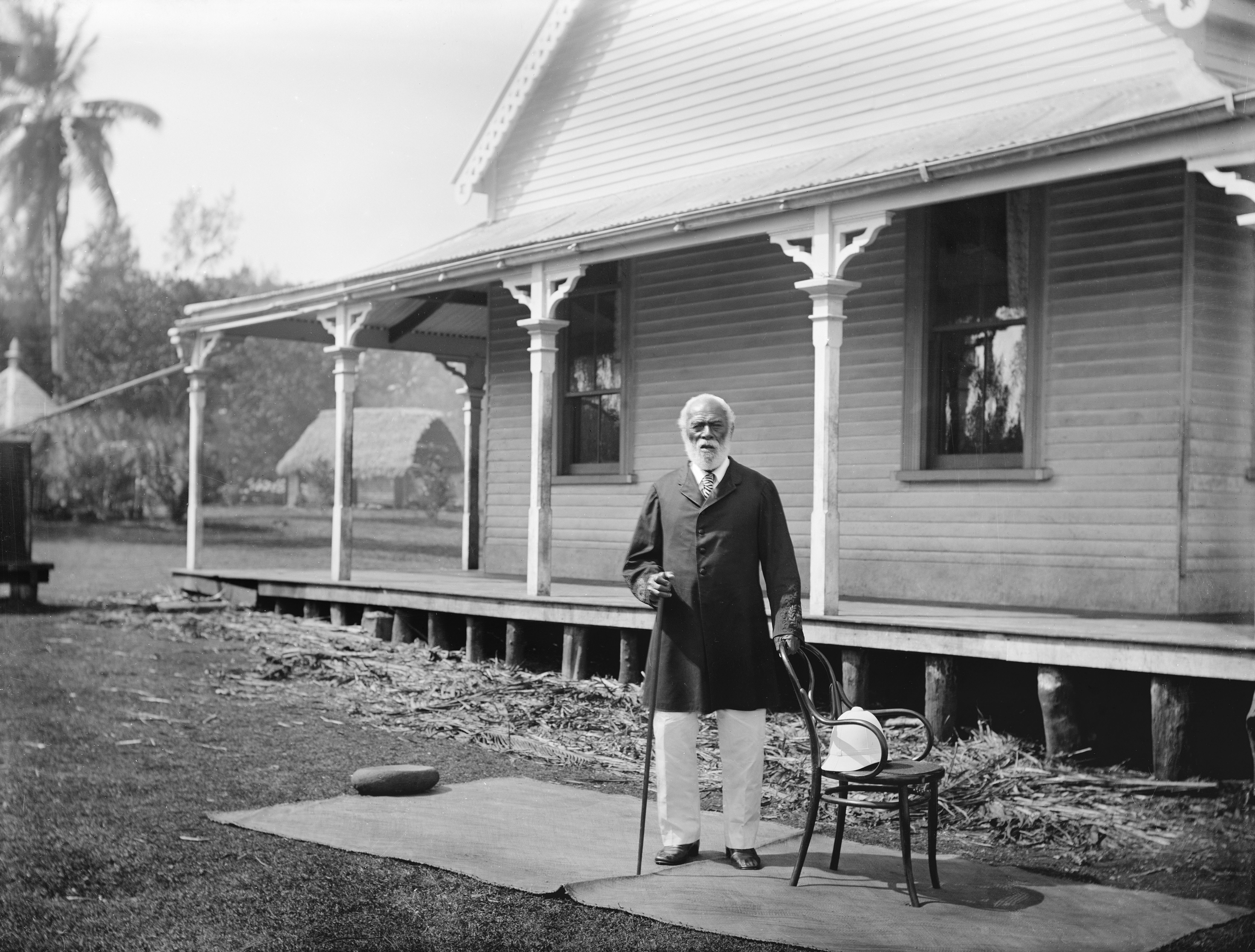
El Rey en el Palacio de Neiafu, 1884.
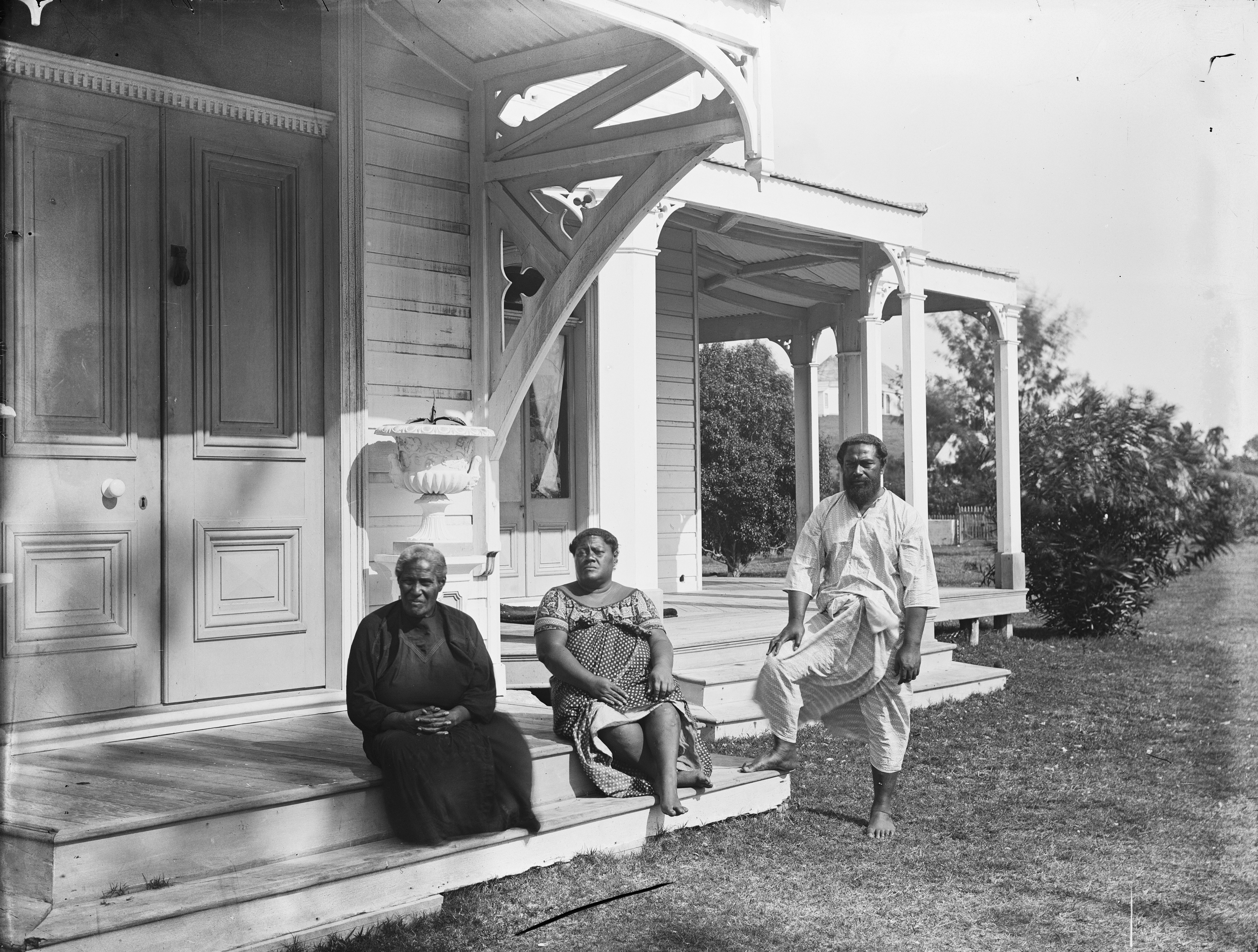
El Rey frente al Palacio, en 1884
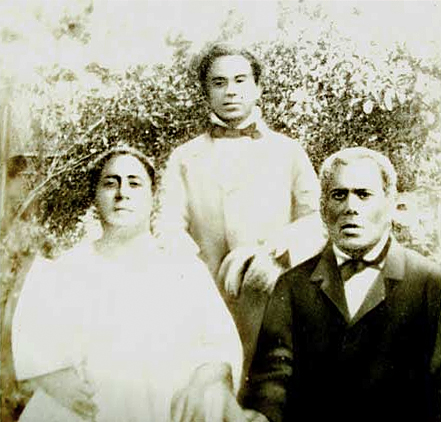
El Rey con su esposa Sālote Lupepauʻu, y su hijo Vuna Takitakimālohi
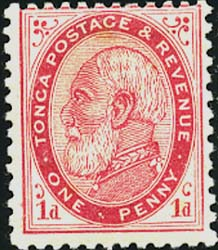
El primer sello de Tonga, 1 penny, (1886).

| Predecesor: Título de nueva creación | Rey de Tonga 4 de diciembre de 1845 - 18 de febrero de 1893    | Sucesor: Jorge Tupou II                                           |
| Predecesor: José Aleamotu'a Tupou    | Tu'i Kanokupolu 4 de diciembre de 1845 - 18 de febrero de 1893 | Sucesor: Jorge Tupou II Asimilación del título por la Corona Real |